# Groove Inspira
Groove Inspira — це DVD з концертом гурту Dazzle Dreams, який був виданий на весні 2008 році на лейблі Moon records.
Це запис концерту, який відбувся у червні 2007 року, у київському «Зеленому театрі».

## Композиції
1. Grandmama
2. S.O.S.
3. Ethno Point I
4. No Fear
5. Holly Night
6. Moravia Wind
7. Loreley
8. Ethno Point II
9. Shock Your Mind
10. Ікона
11. Salala pg mix
12. If I Had My Way
13. Dazzle Dreams
14. Sleeping Anna
15. Ікона (dream mix)
16. Clouds Of Clever

## Склад учасників
- Дмитро Ципердюк — вокал, тексти
- Сергій Гера — музика, клавішні, аранжування